# サイード・パシャ

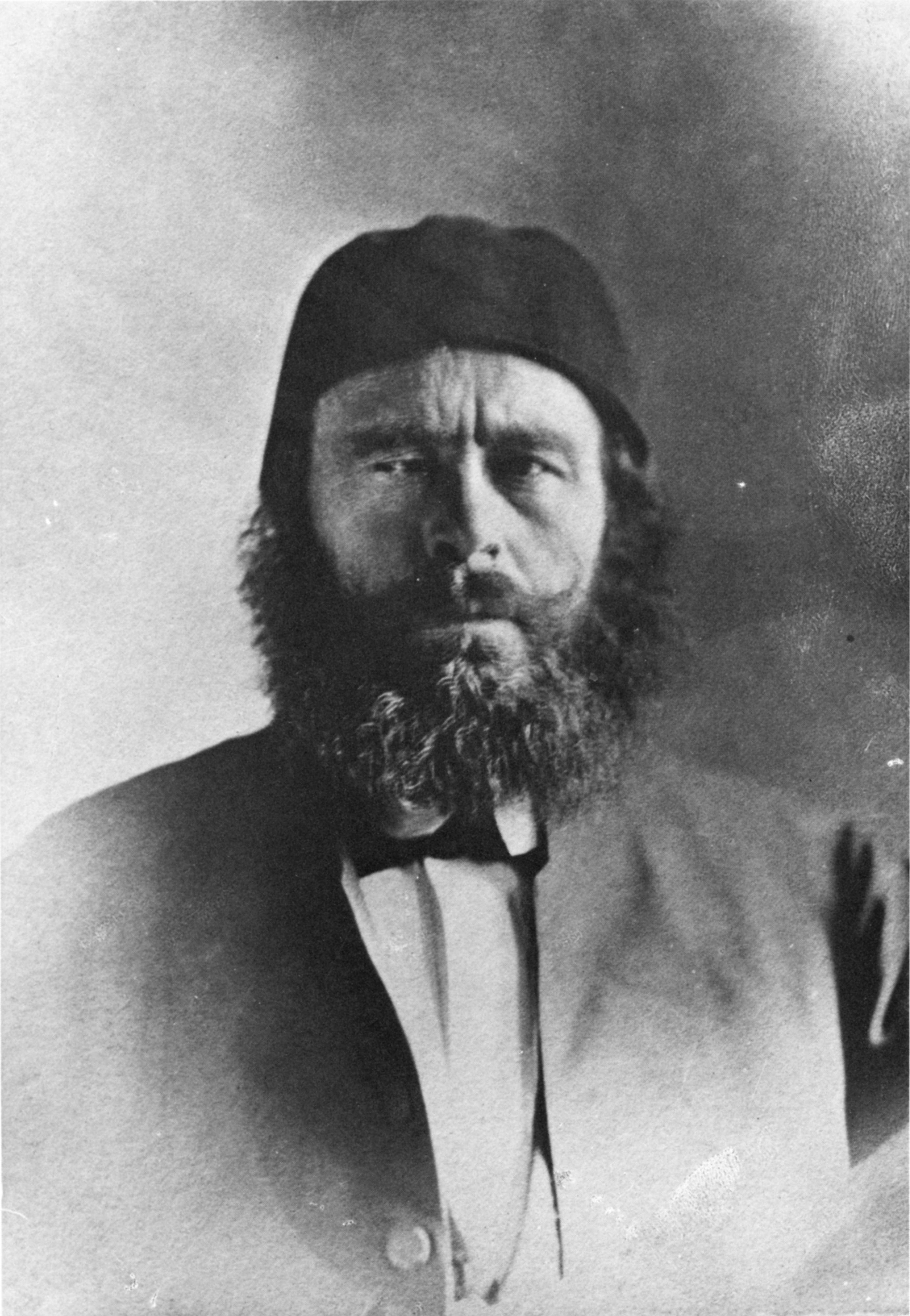
サイード・パシャ

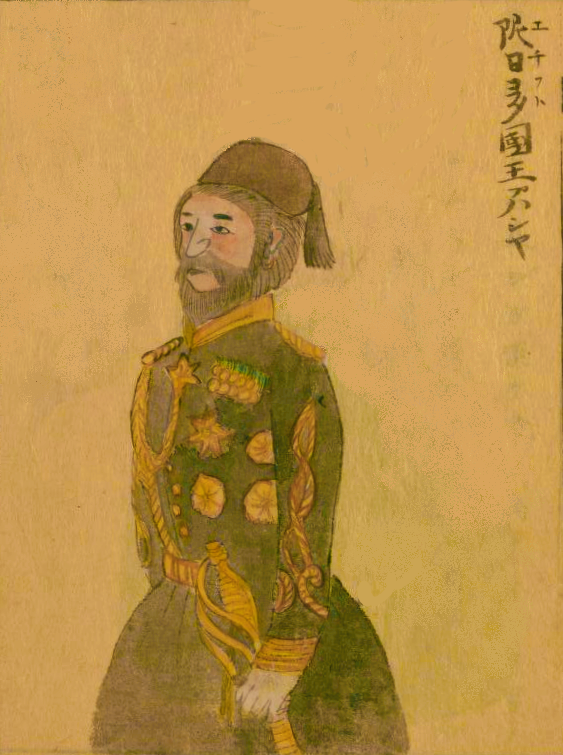
サイード・パシャ。文久遣欧使節の漢方医高嶋祐啓画

サイード・パシャ（Said Pasha、1822年3月17日 - 1863年1月17日）は、エジプト、ムハンマド・アリー朝の第4代君主（在位：1854年 - 1863年）。オスマン帝国のエジプト総督（ワーリー、在任：1854年 - 1863年）。名君として評価されるが、スエズ運河開発によって財政を悪化させた。

## 生涯
1822年、ムハンマド・アリーと側室の間に、四男として生まれる。イブラーヒーム・パシャは異母兄。少年時代には、1834年から1837年までカイロ領事だったフェルディナン・ド・レセップスが家庭教師を務め、温和でヨーロッパ好きに育った。
1854年に即位すると近代化政策を進め、失敗もしたが人道的、民主的な改革を行なった。
恩師レセップスに勧められスエズ運河の開発を始めるが、農民に多大な負担をかけ財政が非常に悪化する。そのことによるショックから1863年に崩御した。40歳。